# Tetanolita apoleipa
Tetanolita apoleipa är en fjärilsart som beskrevs av George Francis Hampson. Tetanolita apoleipa ingår i släktet Tetanolita och familjen nattflyn. Inga underarter finns listade i Catalogue of Life.